# Nancy Nye
Nancy Nye ist eine Szenenbildnerin.

## Leben
Nye begann ihre Karriere im Filmstab 1984 als Szenenbildassistentin beim Filmdrama Die Herzensbrecher mit Peter Coyote und Nick Mancuso in den Hauptrollen und war 1987 an William Friedkins Thriller Rampage – Anklage Massenmord erstmals als Szenenbildnerin tätig. Nach einigen weiteren Film- und Fernsehproduktionen erhielt sie 1998 gemeinsam mit Jan Roelfs eine Oscar-Nominierung in der Kategorie Bestes Szenenbild für den Science-Fiction-Film Gattaca.
Nye arbeitete neben großen Hollywoodproduktionen wie Der Mandant und Coach Carter auch immer wieder für das Fernsehen, unter anderem an den Serien Under the Dome und Chicago Med. Zudem war sie 1987 als Schauspielerin in einer Folge der Serie You Again? an der Seite von Jack Klugman und John Stamos zu sehen.

## Filmografie (Auswahl)
- 1984: Die Herzensbrecher (Heartbreakers)
- 1987: Unter Null (Less Than Zero)
- 1996: Der Hexenclub (The Craft)
- 1996: Bordello of Blood
- 1997: Gattaca
- 2000: Supernova
- 2005: Coach Carter
- 2007: Das perfekte Verbrechen (Fracture)
- 2008: Der Mann, der niemals lebte (Body of Lies)
- 2011: Der Mandant (The Lincoln Lawyer)
- 2012: Savages
- 2013: Paranoia – Riskantes Spiel (Paranoia)

## Auszeichnungen (Auswahl)
- 1998: Oscar-Nominierung in der Kategorie Bestes Szenenbild für Gattaca